# Easton Maudit
Easton Maudit es un pueblo y una parroquia civil del distrito de Wellingborough, en el condado de Northamptonshire (Inglaterra).

## Demografía
Según el censo de 2001, Easton Maudit tenía 88 habitantes (42 varones y 46 mujeres). La media de edad era de 40,46 años. 48 habitantes eran económicamente activos, 45 de ellos (93,75%) empleados y otros 3 (6,25%) desempleados. Había 3 hogares sin ocupar y 35 con residentes.
| 135                         | 158 | 178 | 210 | 214 | 217 | - | - | 172 | 142 | 121 | 144 | 125 | 129 | - | 124 | 108 |
| (Fuente: Vision of Britain) |     |     |     |     |     |   |   |     |     |     |     |     |     |   |     |     |